# 坂東牧場
有限会社坂東牧場（ばんどうぼくじょう）は、北海道沙流郡日高町字福満にある競走馬の生産・育成牧場。

## 概要
1950年創業、1972年法人化。本場に屋根付きの周回トラックコース、坂路コースを備えるほか、日高町福満、平取町川向に計5ヶ所の分場を構える。
日本中央競馬会（JRA）に馬主登録されている。勝負服の柄は黒、緑元禄、緑袖。この柄が「鬼滅の刃」の主人公・竈門炭治郎の羽織の柄に似ていることが話題となった。冠名には「ビービー」を用いる。

## 主な生産馬

### GI級競走優勝馬
- オジュウチョウサン（中山グランドジャンプ6回[注 1]、中山大障害3回[注 2]、阪神スプリングジャンプ3回[注 3]、東京ハイジャンプ2回[注 4]、2016年東京ジャンプステークス）

### 重賞競走優勝馬
- ダイタクジーニアス（1987年東京プリンセス賞、1988年浦和記念、キヨフジ記念、1989年報知オールスターカップ）
- チョウサン（2007年毎日王冠）
- アクシオン（2009年鳴尾記念、2010年中山金杯）
- ビービーガルダン（2008年スプリンターズステークス3着、2009年阪急杯、キーンランドカップ、スプリンターズステークス2着、2010年高松宮記念2着）
- ブリッツェン（2011年ダービー卿チャレンジトロフィー）
- ケイアイチョウサン（2013年ラジオNIKKEI賞）
- クオリティスタート（2019年ヒダカソウカップ、2020年ヒダカソウカップ、ノースクイーンカップ）
- ウノピアットブリオ（2019年中島記念、2020年佐賀王冠賞）
- ビービーバイラ（2010年・2011年クイーンカップ【福山】、2010年ファイナルグランプリ）
- トーコーヴィーナス（2014年園田プリンセスカップ、兵庫若駒賞、2015年園田クイーンセレクション、梅桜賞、東海クイーンカップ、のじぎく賞、2016年読売レディス杯、秋桜賞）
- デルマルーヴル（2018年兵庫ジュニアグランプリ、全日本2歳優駿2着、2019年名古屋グランプリ、ジャパンダートダービー2着、2020年川崎記念3着）
- ラプラス（2018年ハイセイコー記念）
- クラヴィスオレア（2021年OROターフスプリント）
- ファルコンビーク（2022年川崎マイラーズ）
- プロミストウォリア（2023年東海ステークス、アンタレスステークス）
- シャルフジン（2021年ブリーダーズゴールドカップ、2022年雲取賞、京浜盃）

## 主な所有馬

### 重賞競走優勝馬
斜字は地方競馬独自格付けの重賞。
- ウィナーズゴールド（1990年クイーンステークス、エリザベス女王杯3着）
- ビービーバーニング（2003年東京2歳優駿牝馬、ローレル賞、2007年エトワール賞）
- ビービートルネード（2006年東京ダービー、戸塚記念、2007年報知オールスターカップ）
- ビービーガルダン